# Provinciale weg 620
De provinciale weg 620 (N620) is een provinciale weg in de provincie Noord-Brabant. De weg vormt een verbinding tussen Best en Son en verloopt daarbij door het natuurgebied Sonse Heide. Tussen de beide kernen heeft de weg een aansluiting op de A50 richting Nijmegen en Eindhoven. Hoewel de A2 bij Best ongelijkvloers gekruist wordt, heeft de weg geen aansluiting op deze autosnelweg. Vanaf de N620 is de A2 via het onderliggende wegennet en de aansluiting Best te bereiken.
De weg is uitgevoerd als tweestrooks-gebiedsontsluitingsweg met een maximumsnelheid van 80 km/h. In de gemeente Best draagt de weg de straatnaam Sonseweg. In de gemeente Son en Breugel heet de weg de namen Bestseweg en Boslaan.
De provincie Noord-Brabant is verantwoordelijk voor het beheer van het weggedeelte buiten de bebouwde kom. Binnen de bebouwde kom van Son is de gemeente Son en Breugel verantwoordelijk voor het beheer.
N62 · N69 · N251 · N252 · N253 · N254 · N255 · N256/A256 · N257 · N258 · N260 · N261 · N262 · N263 · N264 · N266 · N267 · N268 · N269 · N270/A270 · N271 · N272 · N273 · N274 · N275 · N276 · N277 · N278 · N279 · N280 · N281 · N282 · N283 · N284 · N285 · N286 · N287 · N288 · N289 · N290 · N291 · N292 · N293 · N294 · N295 · N296 · N296n · N297 · N298 · N300 · N321 · N322 · N324 · N329 · N389 · N394 · N395 · N396 · N397

N556 · N562 · N564 · N570 · N572 · N590 · N595 · N598 · N601 · N602 · N605 · N607 · N612 · N613 · N615 · N616 · N617 · N618 · N620 · N622 · N625 · N629 · N631 · N632 · N637 · N638 · N639 · N640 · N641 · N651 · N652 · N653 · N654 · N655 · N656 · N658 · N659 · N660 · N661 · N662 · N663 · N664 · N665 · N666 · N667 · N668 · N669 · N670 · N671 · N673 · N674 · N675 · N676 · N682 · N683 · N686 · N689 · N690 · N831 · N843

Voormalige provinciale wegen: N299 · N551 · N552 · N553 · N554 · N555 · N560 · N561 · N563 · N565 · N566 · N567 · N568 · N571 · N574 · N580 · N581 · N582 · N583 · N584 · N585 · N586 · N587 · N588 · N589 · N591 · N592 · N593 · N594 · N596 · N597 · N603 · N604 · N606 · N608 · N610 · N611 · N614 · N619 · N621 · N623 · N624 · N626 · N628 · N630 · N634 · N642 · N657